# Gao Shiyan
Gao Shiyan (født 22. januar 1996 i Dandong) er en kinesisk basketballspiller som deltog i de olympiske lege 2020.